# گارفیلد (فیلم)
گارفیلد (انگلیسی: Garfield: The Movie) فیلمی کمدی آمریکایی محصول سال ۲۰۰۴ است که بر اساس کمیک استریپ گارفیلد اثر جیم دیویس ساخته شده است. این فیلم توسط پیتر هویت کارگردانی و توسط جوئل کوهن و الک سوکولو نوشته شده است. برکین مایر در نقش جان آرباکل و جنیفر لاو هیویت در نقش دکتر لیز ویلسون بازیگران فیلم هستند و بیل مری صداپیشگی گارفیلد را که با تصاویر کامپیوتری خلق شده است، برعهده دارد.
این فیلم توسط فاکس قرن بیستم و شرکت داویس انترتینمنت تولید شده و توسط فاکس قرن بیستم توزیع شده است. فیلم گارفیلد در ۱۱ ژوئن ۲۰۰۴ در ایالات متحده اکران شد و نقدهای منفی از سوی منتقدان دریافت کرد. این فیلم یک موفقیت تجاری بود و بودجه ۵۰ میلیون دلاری، ۲۰۸ میلیون دلار فروخت. دنباله فیلم، گارفیلد: داستان دو گربه، در سال ۲۰۰۶ اکران شد.

## داستان
گارفیلد، یک گربه نارنجی چاق، تنبل و آزاد‌روح است که با صاحبش، جان آرباکل، زندگی می‌کند. او بیشتر وقتش را با اذیت کردن جان و فریب دادن همسایه خشنش، لوکا که یک سگ دوبرمن است، می‌گذراند. گارفیلد برخلاف انتظار، با یک موش به نام لوئیس رابطه‌ای دوستانه دارد و مدام از آسیب زدن به او صرف‌نظر می‌کند. او همچنین با دیگر گربه‌های محله‌اش، نِرمال و آرلین، معاشرت می‌کند.
جان به طور مداوم گارفیلد را نزد دامپزشک می‌برد تا دکتر لیز ویلسون، دامپزشکی که عاشقش شده است، را ببیند. جان تلاش می‌کند از لیز خواستگاری کند، اما بر اثر یک سوءتفاهم، سرپرستی سگی به نام اودی را بر عهده می‌گیرد؛ سگی اجتماعی، مهربان و بسیار پرانرژی. گارفیلد از همان ابتدا از اودی خوشش نمی‌آید و برای جلب توجه جان با او رقابت می‌کند. اودی به یک نمایش استعدادهای سگ‌ها برده می‌شود؛ جایی که لیز یکی از داوران آن است. گارفیلد توسط دیگر سگ‌ها تعقیب می‌شود و این باعث می‌شود اودی به وسط صحنه برود و یک رقص بداهه موفق را با آهنگ «سلام مامان» از بلک آید پیز اجرا کند. یک مجری تلویزیونی محلی به نام هپی چپمن که او نیز داور مسابقه است، تحت تأثیر اجرای اودی قرار می‌گیرد و به جان پیشنهاد می‌دهد که اودی در تلویزیون برنامه داشته باشد، اما جان این پیشنهاد را رد می‌کند.
وقتی گارفیلد به خانه بازمی‌گردد، که از حضور اودی در زندگی‌اش خسته شده است، توپی را می‌زند که باعث یک واکنش زنجیره‌ای می‌شود و خانه را به‌هم می‌ریزد. وقتی جان این صحنه را می‌بیند، گارفیلد را مجبور می‌کند شب را بیرون از خانه بخوابد. اودی برای دلداری گارفیلد بیرون می‌آید، اما گارفیلد وارد خانه می‌شود و اودی را بیرون قفل می‌کند. نرمال و آرلین شاهد این صحنه هستند، در حالی که اودی فرار می‌کند اما توسط یک پیرزن به نام خانم بیکر پیدا می‌شود. جان و لیز به دنبال اودی می‌گردند، در حالی که دوستان گارفیلد از رفتارش با اودی ناراحت و ناامید شده‌اند.
در همین حین، مشخص می‌شود که هپی چپمن به گربه‌ها حساسیت دارد. او نسبت به برادر خبرنگارش، والتر، حسادت می‌کند و آرزو دارد که در روز بخیر نیویورک اجرا داشته باشد. چپمن و دستیارش، وندل، اطلاعیه‌ای را که خانم بیکر درباره‌ اودی زده است پیدا می‌کنند و با تشخیص فرصت مالی سودآور، اودی را به‌عنوان سگ خود معرفی می‌کنند. وقتی گارفیلد اودی را در تلویزیون می‌بیند و می‌شنود که چپمن اعلام می‌کند قرار است با اودی به نیویورک بروند، تصمیم می‌گیرد برای نجات اودی اقدام کند. جان متوجه می‌شود که گارفیلد نیز ناپدید شده است، پس از لیز می‌خواهد که در جستجوی او و اودی کمکش کند. گارفیلد از طریق دریچه‌های هوا وارد برج پخش می‌شود و اودی را در قفسی پیدا می‌کند، اما چپمن وارد می‌شود و یک قلاده شوک‌دهنده به اودی می‌بندد؛ قلاده‌ای که هنگام فعال شدن، با وارد کردن شوک الکتریکی، اودی را مجبور به انجام حرکات نمایشی می‌کند.
چپمن به سمت ایستگاه قطار حرکت می‌کند و گارفیلد با سرعت به تعقیب او می‌پردازد. اما یک مأمور کنترل حیوانات گارفیلد را اشتباهاً به‌عنوان حیوان ولگرد دستگیر می‌کند. در همین حین، خانم بیکر به جان می‌گوید که چپمن اودی را برده است، و جان تصور می‌کند که گارفیلد هم توسط چپمن ربوده شده است، و سپس متوجه می‌شود چپمن قصد دارد با قطار شهر را ترک کند. در همین زمان، گربه‌ ستاره‌ سابق چپمن به نام پرسنی‌کیتی، که خودش را سِر رولند می‌نامد، به همراه دیگر حیوانات به گارفیلد کمک می‌کنند. گارفیلد متوجه می‌شود دوستانش حق داشتند و او از اودی حسادت می‌کرده است؛ همچنین درمی‌یابد که جان واقعاً چقدر برای اودی اهمیت قائل است. بنابراین به سر رولند می‌گوید که قصد دارد اودی را از چپمن نجات دهد. آن‌ها گارفیلد را از پناهگاه آزاد می‌کنند. چپمن سوار قطاری به مقصد نیویورک می‌شود و اودی در بخش بار قطار قرار دارد. وقتی گارفیلد می‌رسد، قطار در حال حرکت است. او وارد اتاق کنترل سیستم راه‌آهن می‌شود و مسیرها را تغییر می‌دهد که این کار باعث خطر برخورد چند قطار می‌شود. اما گارفیلد دکمه توقف اضطراری را فشار می‌دهد و به‌موقع قطارها را متوقف می‌کند، سپس قطار چپمن را به ایستگاه بازمی‌گرداند. گارفیلد اودی را آزاد می‌کند و آماده‌ فرار می‌شوند. اما چپمن آن‌ها را تعقیب کرده و سرانجام در بخشی از ایستگاه که چمدان‌ها نگهداری می‌شود، گیر می‌اندازد. او گارفیلد و اودی را تهدید می‌کند که از قلاده شوک‌دهنده استفاده خواهد کرد، اما در این لحظه دوستان گارفیلد از پناهگاه، به همراه لوئیس و خانواده‌ بزرگ موش‌هایش به رهبری سر رولند، به چپمن حمله می‌کنند و قلاده را به گردن خودش می‌بندند.
کمی بعد، گارفیلد و اودی با فعال کردن قلاده، چپمن را از کار می‌اندازند. جان و لیز می‌رسند و چپمن را می‌بینند، و جان به خاطر دزدیدن حیواناتش به صورت او مشت می‌زند. گارفیلد، اودی، جان و لیز دوباره با هم متحد می‌شوند و به خانه بازمی‌گردند، در حالی که چپمن به جرم دخالت در سیستم قطارها و ربودن اودی دستگیر می‌شود. در خانه، گارفیلد دوباره احترام دوستانش را به‌دست می‌آورد و به عنوان یک قهرمان مورد ستایش قرار می‌گیرد، در حالی که بین لیز و جان یک رابطه عاشقانه شکل می‌گیرد.

## بازیگران
- برکین مایر در نقش جان آرباکل، صاحب گارفیلد و اودی.
- جنیفر لاو هیوت در نقش دکتر لیز ویلسون، دامپزشک گارفیلد و عشق جان.
- استیون توبولوسکی در نقش هپی چپمن، مجری داخلی تلویزیون و برادرش والتر جی چپمن، روزنامه‌نگار اخبار تلویزیونی و کسی که رویدادهای مرتبط را گزارش می‌دهد.
- ایوان آرنولد در نقش وندل، ساقی هپی
- بیل مری در نقش گارفیلد، گربه نارنجی، چاق، تنبل و خودخواه جان.
- مارک کریستوفر لارنس در نقش کریستوفر ملو، میزبان مشترک هپی چپمن.
- ایو برنت در نقش خانم بیکر، پیرزنی که اودی را نجات داد.
- جولیت گولیا در نقش دختر کوچک، دختری که سعی می‌کند پرسنی‌کیتی را از کنترل حیوانات بپذیرد.
- ایوان هلموت در نقش استوارد
- جو بیس در نقش عضو راکون لاج
- لیانا نگوین در نقش گزارشگر خبر (اَبی)، همکار والتر
- جو اوچمن در نقش مهندس، کارگری در برج تلگراف
- روفوس گیفورد در نقش صاحب سگ شماره یک

جیم دیویس، خالق گارفیلد، در نقش یک شرکت‌کننده مست ناشناس در همایش ظاهر شد، اما نقش او از نسخه نهایی فیلم حذف شد.

### صداپیشگان
- بیل مری در نقش گارفیلد، گربه نارنجی چاق، بدبین و بی‌خیال جان
- الن کامینگ در نقش پرسنی‌کیتی، یک گربه تنومند.
- نیک کانن در نقش لوئیس، یک موش زودباور.
- دیوید آیگنبرگ در نقش نِرمال، بهترین دوست ساده‌لوح گارفیلد.
- براد گرت در نقش لوکا، یک دوبرمن پینشر پرخاشگر که از خانه همسایه گارفیلد محافظت می‌کند.
- جیمی کیمل در نقش اسپنکی (در فیلم نامی از او برده نشده است)
- دبرا مسینگ در نقش آرلین، معشوقه گارفیلد.
- ریچارد کایند در نقش پدر موش
- دبرا جو روپ مادر موش

وایت اسمیث، جردن کایزر و آلیسون استونر در نقش بچه موش‌های بی‌نام – به ترتیب بچه موش شماره ۱، بچه موش شماره ۲ و بچه موش شماره ۳

## تولید
جیم کری برای نقش جان آرباکل در نظر گرفته شده بود. جنیفر گارنر و آنجلینا جولی نیز برای نقش لیز در نظر گرفته شده بودند، اما هر دو به دلیل برنامه‌های کاری فشرده از پروژه کناره‌گیری کردند. براد دوریف، توماس لنون و مایکل آیرونساید نیز برای نقش هپی چپمن پیشنهاد شده بودند. آیرونساید ابتدا انتخاب شد، اما پس از یک روز به دلایل نامعلومی کنار رفت و لنون نیز به دلیل مشغله در مجموعه رنو ۹۱۱ نتوانست نقش را بپذیرد. جک نیکلسون نیز به‌عنوان یکی از گزینه‌های صداپیشگی گارفیلد مطرح بود و تنها گزینه‌ای بود که در کنار بیل مری برای این نقش در نظر گرفته شده بود. طبق گفته‌ بیل مری در یک گفت‌وگوی معروف در ردیت ام‌ای‌ام، او به این دلیل علاقه‌مند به صداپیشگی نقش گارفیلد شد که نام نویسنده فیلم‌نامه، جوئل کوهن، را با جوئل کوئن از برادران کوئن اشتباه گرفت. او نقش را پذیرفت در حالی که فقط نگاهی سطحی به فیلم‌نامه انداخته بود. یکی از نویسندگان، الک سوکولو، در سال ۲۰۱۴ ادعای مری را رد کرد و گفت: «او خیلی قبل از ملاقات با جوئل کوهن می‌دانست که او جوئل کوئن نیست. این برداشت بامزه‌ای است و شاید او را از انتقاد بابت بازی در یک فیلم کاملاً تجاری محافظت کند، اما کاملاً مزخرف است.»
به گفته جیم دیویس، بیل مری دیالوگ‌های خود را در آپارتمانش در نیویورک و همچنین در محل فیلم‌برداری زندگی در آب با استیو زیسو در یونان ضبط کرده است.
تصویربرداری اصلی از ۱۰ مارس آغاز شد و در ۱۲ ژوئن ۲۰۰۳ به پایان رسید. پویانمایی شخصیت گارفیلد توسط استودیوهای ریتم و هیوز تولید شد. جلوه‌های ویژه بصری نیز توسط شرکت‌های اس‌دبلیو دیجیتال، پیکسل مجیک و اورفنج انجام شد.
موسیقی متن توسط آهنگساز کانادایی، کریستوف بک، ساخته شد. آلبوم موسیقی متن نیز در ۱۹ اکتبر ۲۰۰۴ از طریق شرکت بولت‌پروف رکوردز منتشر شد.

## انتشار

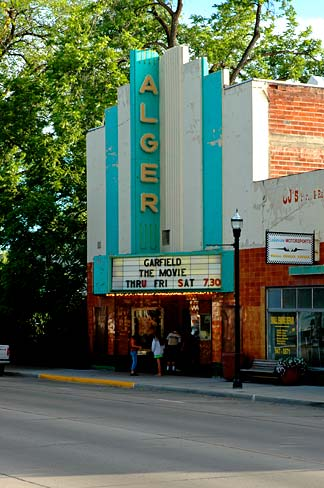
فیلم گارفیلد در بخشی از یک تئاتر در لیکویو، اورگن

فیلم گارفیلد در ۱۱ ژوئن ۲۰۰۴ در سینماها اکران شد؛ یک هفته پیش از بیست‌وششمین سالگرد گارفیلد. در طول اکران سینمایی، این فیلم با یک فیلم کوتاه از عصر یخبندان به نام دیوانه شده است نمایش داده می‌شد. سرگرمی خانگی فاکس قرن بیستم نسخه‌ خانگی فیلم را در قالب‌های وی‌اچ‌اس و دی‌وی‌دی در ۱۹ اکتبر ۲۰۰۴ منتشر کرد. نسخه‌ دی‌وی‌دی شامل بخش‌های ویژه‌ای همچون پشت‌صحنه، صحنه‌های حذف‌شده و موزیک ویدئوی «هولا!» از باها مِن بود. فیلم در ۱۱ اکتبر ۲۰۱۱ در قالب یک مجموعه ۳ دیسکی بلوری منتشر شد.

## بازخورد

### گیشه
در آخر هفته‌ افتتاحیه، فیلم گارفیلد در ۳,۰۹۴ سالن سینما اکران شد و ۲۱٫۷ میلیون دلار فروش داشت. در مجموع، این فیلم در ایالات متحده و کانادا ۷۵٫۳ میلیون دلار و در بازارهای بین‌المللی ۱۳۲٫۷ میلیون دلار فروش کرد و مجموع فروش جهانی‌اش به ۲۰۸ میلیون دلار رسید.

### بازخورد انتقادی
در وبگاه جمع‌آوری نقد راتن تومیتوز، تنها ۱۴٪ از ۱۳۵ نقد ثبت‌شده برای فیلم مثبت هستند و میانگین امتیاز فیلم ۳٫۵۲ از ۱۰ است. در جمع‌بندی منتقدان این سایت آمده: «وقتی تازگی گارفیلد دیجیتالی از بین می‌رود، چیزی که باقی می‌ماند یک فیلم ساده و کودکانه است.» در متاکریتیک، فیلم از میان ۳۱ نقد، امتیاز ۲۷ از ۱۰۰ را کسب کرده که نشان‌دهنده‌ «نقدهای عمدتاً منفی» است. اما مخاطبان شرکت‌کننده در نظرسنجی سینماسکور به فیلم نمره‌ میانگین "B+" در مقیاس A+ تا F دادند.
راجر ایبرت به فیلم ۳ ستاره از ۴ ستاره داد و آن را «دلنشین» توصیف کرد. جو لیدون از ورایتی نوشت: «فقط کودکان بسیار کم‌سن که هنوز از دیدن تعامل بین بازیگران واقعی و حیوانات دیجیتالی ذوق‌زده می‌شوند، از گارفیلد لذت خواهند برد.» ای.او. اسکات از نیویورک تایمز نیز نوشت: «اینکه گارفیلد با لحن خونسرد و خسته‌ بیل مری صحبت می‌کند، تا حدودی دلگرم‌کننده است، همان‌طور که برخی از حقه‌بازی‌های حیوانات نیز چنین هستند.»